# Albert Pražák

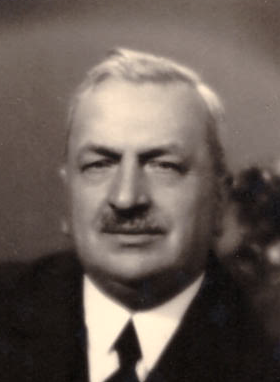
Albert Pražák, 1941

Albert Pražák (* 11. Juni 1880 in Chroustovice, Böhmen; † 19. September 1956 in Prag) war ein tschechischer Philologe und Literaturhistoriker.

## Leben
Prazak studierte an der Prager Universität Slawistik und Philologie. Von 1906 bis 1914 arbeitete er als Professor an mehreren Prager Gymnasien. Im Ersten Weltkrieg kämpfte er an der serbischen und russischen Front. Nach dem Krieg trat er in den Staatsdienst ein und arbeitete am Ministerium für Bildung. 1921 nahm er wieder eine Professur an, diesmal an der Universität in Bratislava, als Professor der böhmischen und slowakischen Literaturgeschichte. 1924 wurde er Mitglied der Tschechischen Akademie der Wissenschaften und Künste und beteiligte sich seit 1926 am Aufbau der Gelehrtengesellschaft Schafariks (Učená spoločnosť Šafárikova) in Bratislava. An dieser war er acht Jahre als Generalsekretär tätig. An der Universität wurde er zum Dekan, später zum Rektor ernannt. In seiner Funktion errichtete er ein slowakisches Seminar und die dazugehörende Bibliothek. 
1933 kehrte er als Professor der tschechischen Literaturgeschichte nach Prag zurück, nachdem es immer mehr zu Auseinandersetzungen mit slowakischen Nationalisten gekommen war. In den Folgejahren war er in weiteren Vereinigungen und Institutionen tätig. Dazu gehörten unter anderem der Beirat für die Erkundung der Slowakei und der Karpatoukraine, das Slawische Institut, der Tschechische Forscherrat und der Künstlerklub in Prag. Er war Mitbegründer der Literaturhistorischen Vereinigung und des Instituts für tschechische Literatur.
Im Mai 1945 war er Vorsitzender des Tschechischen Nationalrats.

## Werke
Prazak schrieb wissenschaftliche Werke, die sich meist mit der Literatur und deren Geschichte beschäftigten. Die ersten Arbeiten publizierte er bereits während seines Studiums an der Karls-Universität Prag. Einige Bücher behandeln die nationale Wiedergeburt der Tschechen. Daneben verfasste er Lehrbücher und Monographien über die tschechischen Schriftsteller Karel Hynek Mácha, Jan Neruda und Jaroslav Vrchlický.